# Đ
De Đ (hoofdletter) of đ (kleine letter) is een letter die in het Servo-Kroatisch (in het cyrillisch Ђ, uitspraak /dʑ/), het Vietnamees en sommige varianten van het Samisch wordt gebruikt.
De vorm van de hoofdletter lijkt op die van de Afrikaanse letter Ɖ (kleine letter: ɖ), die wordt gebruikt in het Fon, het Aya, het Ewe en het Bassa.
Ook de hoofdletter Ð, die in het Faeröers en het IJslands wordt gebruikt, lijkt er sterk op maar heeft een andere uitspraak ('dh'). Bij die letter hoort de kleine letter ð.